# Долина (Киевская область)
Доли́на (укр. Долина) — село, входит в Обуховский район Киевской области Украины.
Население по переписи 2001 года составляло 473 человека. Почтовый индекс — 08743. Телефонный код — 4572. Занимает площадь 2,08 км². Код КОАТУУ — 3223183401.

## Местный совет
08743, Київська обл., Обухівський р-н, с. Долина, вул. Жовтнева, 6, тел. 36-283  (укр.)